# 罗伯特·曼恩
罗伯特·曼恩（1985年6月20日—），盧森堡男子羽毛球運動員。

## 簡歷
罗伯特·曼恩自7歲開始參與羽毛球運動，及至11歲時便加入了盧森堡國家羽毛球隊，專攻男子單打項目。其後，曼恩暫停了他的羽毛球生涯數年，在英格蘭和荷蘭出國留學。直到2015年9月，他非正式地重返職業羽毛球生涯，開始定期參加國際比賽，並且在2016年4月正式成為盧森堡軍隊的職業運動員。
2017年9月，罗伯特·曼恩出戰埃塞俄比亞羽毛球國際賽，打進男子單打比賽準決賽。

## 主要比賽成績
只列出曾進入準決賽的國際賽事成績：
| 年份   | 賽事                   | 公開賽級別 | 項目     | 拍檔          | 成績   |
| ------ | ---------------------- | ---------- | -------- | ------------- | ------ |
| 2017年 | 埃塞俄比亞羽毛球國際賽 | 國際系列賽 | 男子單打 | －            | 準決賽 |
| 2018年 | 貝寧羽毛球國際賽       | 未來系列賽 | 男子單打 | －            | 準決賽 |
| 2018年 | 贊比亞羽毛球國際賽     | 未來系列賽 | 男子單打 | －            | 準決賽 |
| 2019年 | 毛里裘斯羽毛球國際賽   | 國際系列賽 | 男子雙打 | 菲利普·巴祖尔 | 準決賽 |

| 2007-2017年 | 首要超級賽 | 超級賽 | 黃金大獎賽 | 大獎賽 | 國際挑戰賽 | 國際系列賽 | 未來系列賽 | 其他 |

| 2018-2026年 | 總決賽 | 超級1000賽 | 超級750賽 | 超級500賽 | 超級300賽 | 超級100賽 | 國際挑戰賽 | 國際系列賽 | 未來系列賽 | 其他 |